# Майкъл Удръф
Сър Майкъл Франсис Адисън Удръф (на английски: Sir Michael Francis Addison Woodruff, изговаря се най-близко до Уудръф) е британски хирург, имунолог и пионер в областта на трансплантацията на органи.
По време на престоя си в японски военнопленнически лагер през Втората световна война създава оригинален метод за извличане на хранителни вещества от трева, соя и от селскостопански отпадъци, за да предотврати недохранването сред военнопленниците. След края на войната гради кариера като хирург във Великобритания, съчетавайки клиничната дейност с научни изследвания, основната част от които са посветени на имуносупресията и тъканната несъвместимост. След дългогодишна работа в областта на трансплантациите на 30 октомври 1960 г. провежда първата във Великобритания бъбречна трансплантация. За този и другите му приноси към медицината е избран за член на Британското кралско научно дружество и му е присъдено рицарско звание (Knight Bachelor).

## Биография

### Произход и образование (1911 – 1939)
Роден е на 3 април 1911 г. в лондонския квартал Мил Хил. Ранните му години преминават в чести пътувания между Великобритания и Австралия. През 1913 г. баща му Харолд Удръф, който е професор по ветеринарна медицина, е назначен за директор на ветеринарния институт на Мелбърнския университет и се мести със семейството си в Мелбърн. С избухването на Първата световна война през 1914 г. бащата е командирован в Кайро, а майката Маргарет се връща в Англия с Майкъл и брат му. През 1915 г., на четиригодишна възраст, Майкъл боледува от дребна шарка и като усложнение развива отит на средното ухо. Майка му, която го кърми по време на болестта, получава отравяне на кръвта със стафилококи и умира. През 1917 г. двете деца се връщат в Мелбърн, придружавани от леля си Елзи Купър. Почти по същото време се завръща и бащата, за да се грижи за тях. Две години по-късно Харолд Удръф се жени повторно.
Началното си образование Майкъл Удръф получава в училище „Тринити“ в Мелбърн, а през 1924 г. прекарва една учебна година в Куинс Колидж в Тонтън, Съмърсет, докато баща му използва правото си да прекара една академична година извън университета, в изследвания в Института „Пастьор“ в Париж. След завръщането си в Мелбърн Майкъл Удръф продължава средното си образование в методисткото училище „Уесли Колидж“, където се увлича по математиката и гребането. Със спечелената правителствена стипендия за Мелбърнския университет започва да учи електроинженерство и математика. През третата година от следването си обаче Удръф решава да се прехвърли в специалност медицина, тъй като смята, че инженерството не е перспективна професия в изпадналата в икономическа рецесия Австралия. Семейството му го подкрепя в това решение, но го съветва все пак да завърши започнатото образование. Той се вслушва в съвета и завършва първата си специалност с отличие. Така през 1933 г. Удръф сменя попрището си и започва да учи биология и медицина в същия университет. Дипломира се през 1937 г. със спечелени няколко награди за хирургия и започва работа като хирург в Кралската болница в Мелбърн, като междувременно чете лекции по патология и се занимава с научни изследвания.

### Втора световна война (1939 – 1945)
Въпреки пацифистките си убеждения от студентските години, след избухването на Втората световна война Удръф се присъединява към медицинския корпус на австралийската армия. Съветват го, че ще е по-полезен на армията, ако продължи да специализира хирургия, и така до получаване на магистърска степен от Кралския хирургически колеж през 1941 г. той остава в Мелбърн. След това е изпратен да работи в Десета главна болница на австралийската армия в Британска Малая със званието капитан. Няколко месеца по-късно, след нападението срещу Пърл Харбър, Удръф и колегите му са пренасочени към главната болница в Сингапур, където са пленени от японците. Удръф, колегите му и техните пациенти са изпратени в затворнически лагер в Чанги, където се присъединяват към други 55 000 австралийски и британски военнопленници.
Скоро след затварянето си Удръф осъзнава опасността от недостига на витамини сред военнопленниците вследствие на нищожните хранителни дажби, раздавани от японците. За да реши този проблем, той разработва метод за извличане на ценни хранителни вещества от ориза, соята и тревата, използвайки стари машини, които открива в лагера. Тези методи са описани от него в първата му книга „Deficiency Diseases in Japanese Prison Camps“, издадена във Великобритания през 1951 г.
От особено значение за бъдещата кариера на Удръф е фактът, че в лагера той разполага с екземпляр на известния учебник по коремна хирургия на Родни Мейнгот от 1936 г. В спомените си Удръф разказва, че в него с интерес прочел, че кожните алографти първоначално се приемат от организма, но след няколко седмици биват отхвърлени. По-късно въпросът за отхвърлянето на трансплантите заема основно място в научните интереси на Удръф.

### Кариера след войната (1945 – 1953)
След края на войната той се завръща в Мелбърн, за да продължи обучението си по хирургия и става асистент на известния хирург Албърт Коутс. През януари 1946 г. приема поканата да посети среща на християнското движение на австралийските студенти в Митагонг, Нов Южен Уелс. Тогава се запознава с Хейзъл Ашби – студентка от университета в Аделаида. Шест месеца по-късно, през юли 1946 г., двамата сключват брак, от който имат три деца.
Скоро след брака си Удръф решава да замине за Англия, за да завърши втората част от специализацията си, започната в австралийския Кралски хирургически колеж. Преди отпътуването си подава документи за преподавател по хирургия в университета в Шефилд и докато е на път научава, че молбата му е уважена. През 1947 година издържа успешно изпита за член на Кралския хирургически колеж пред комисия, в чийто състав влиза и Джулиан Тейлър, с когото заедно са лежали в лагера в Чанги.

#### Шефилд
След полагането на изпита Удръф поема поста си в Шефилд. Първоначалната му идея е да прави изследвания в областта на хирургията, но се оказва, че няма места в лабораторията по хирургия на университета. За сметка на това Удръф е причислен към лабораторията по патология, където изучава отхвърлянето на трансплантите – реакция на организма, при която имунната система на реципиента атакува присадената тъкан. По-специален интерес Удръф проявява към присадъчните материали от щитовидна жлеза, трансплантирани към предната камера на око, тъй като при този вид трансплантация не се наблюдавала реакция на отхвърляне.
Работата с алографти дава на Удръф солидна основа да разработи областта на трансплантирането и тъканната несъвместимост. За да задълбочи познанията си в тази посока, Удръф се среща с Питър Медауар, известен зоолог, нобелов лауреат и пионер в изследването на органното отхвърляне. Беседите между двамата прерастват в дълготраен професионален контакт.
След 18 месеца престой в Шефилд Удръф кандидатства за място в Кралската болница в Мелбърн, но не е одобрен.

#### Абърдийн
През 1948 г., скоро след като молбата му за Мелбърн е отхвърлена, Удръф се мести от Шефилд в Абърдийн, Шотландия, за да чете лекции в Абърдийнския университет. Там получава и по-добра възможност за лабораторни изследвания с помощта на съпругата си, която е негов лаборант. За да проверят имунната толерантност (склонността на тялото да приема чужди тъкани) у плъховете, двамата правят експерименти за вътрематочна имплантация над фетус с кожа от друг плъх и повторна имплантация няколко седмици след раждането с имплант от същия донор. Опитите им обаче търпят провал.
В този период Удръф предприема пътуване до САЩ на разноски на Световната здравна организация. При престоя си там се среща с много от водещите американски хирурзи, което още повече го мотивира да продължи изследванията си. След завръщането си в Абърдийн прави опити, свързани с ефектите на кортизона и влиянието на антигените в кръвта върху отхвърлянето. При изследването на антигените Удръф открива двама доброволци с идентични кръвни антигени, които се съгласяват да се подложат на операции за размяна на кожни присадки. Когато у двамата пациенти настъпва отхвърляне на имплантите, Удръф заключава, че процесът се контролира от допълнителни фактори.

### Дънидин (1953 – 1957)
През 1953 г. Удръф се мести в новозеландския град Дънидин по покана да завежда катедрата по хирургия на местното медицинско училище. Днес училището в Дънидин е едно от трите, формиращи медицинския факултет на Университета в Отаго, но по онова време е единственото медицинско лечебно учебно заведение в цялата страна.
По време на престоя си в Дънидин Удръф прави серия експерименти с левкоцити, за да повиши имунната толерантност на плъховете към алографти. Те се оказват неуспешни, за разлика от други проекти, над които Удръф работи по същото време. Тъй като му се налага да съчетава научната дейност с клинична, Удръф поема и случаи на изгаряния, тъй като в клиниката няма пластичен хирург. По негова инициатива е създадена криобанка за кожни присадъци, използвани за възстановяване на изгаряния, което е немалко постижение за времето си.
Въпреки че периодът, прекаран в Дънидин, е много успешен за Удръф, фактът, че градът е сравнително изолиран и малък, с население от около 100 000 души, не дава големи перспективи за развитие. Затова, когато в Университета в Единбург се освобождават две места за главни хирурзи, Удръф решава да подаде документите си. Без интервю, той направо получава покана да заеме председателския пост в катедрата по хирургически науки на университета.

### Единбург (1957 – 1976)
През 1957 г. Удръф постъпва на работа в Единбургския университет, където времето му е разпределено между клиничната, преподавателската и изследователската дейност. Голяма част от проучванията си извършва, докато заема поста почетен председател на изследователската група за трансплантациите, създадена от Британския съвет за медицински изследвания.
Основните проучвания на групата са насочени към имунната толерантност, автоимунната хемолитична анемия (по-специално при мишките) и имунните реакции към рака у различни животни. В клиничната си работа Удръф поставя началото на програма за съдова хирургия и прилага методите на имунотерапията в лечението на рака. И все пак най-големите му успехи са в областта на бъбречните трансплантации.
Удръф прави първата бъбречна трансплантация във Великобритания, в Кралския лазарет в Единбург. Налага му се да изчака известно време, докато открие пациент с еднояйчен близнак, който да стане донор, тъй като при тези условия рискът от тъканна несъвместимост е значително по-нисък. Пациентът се оказва 49-годишен мъж, страдащ от остра бъбречна недостатъчност. При операцията, проведена на 30 октомври 1960 г., той получава единия от двата бъбрека на своя брат-близнак. През същата година Удръф публикува подробните си изследвания в книгата The Transplantation of Tissues and Organs („Трансплантацията на тъкани и органи“).

### Следващи години (1976 – 2001)
През 1976 г. Удръф се пенсионира от университета и се присъединява към Звеното за клинична и популационна цитогенетика към Британския институт за медицински изследвания. Остава там през следващите десет години, като продължава изследванията си на рака и обръща по-специално внимание на туморната имунология. В този период публикува 25 статии и две книги.
В последните си години спира научните изследвания и се отдава на спокоен живот със своята съпруга в Единбург, където умира на 10 март 2001 г. на 89-годишна възраст.

## Приноси
Приносите на Майкъл Удръф към хирургията са дълготрайни и важни. Освен че извършва първата бъбречна трансплантация във Великобритания, той е сред пионерите на използвания и до днес метод за трансплантиране на уретер в пикочния мехур (уретеронеоцистостомия, приписвана както еднолично на него, така и на други учени). Основава в Единбург голям и ефективен екип от специалисти по трансплантация, който и днес е сред водещите в света. Въпреки че е най-известен с успехите си от клиничната практика, също толкова значими са и неговите проучвания върху отхвърлянето и приемането на присадени тъкани и органи. В резултат от разработките му антилимфоцитният серум намира широко приложение за потискане на симптомите на тъканна несъвместимост след претърпяна трансплантация.
Тези му постижения в областта на медицината и биологията получават сериозно признание през 1968 г., когато Удръф е избран за член на Британското кралско научно дружество. На следващата година британската кралица го удостоява с рицарско звание, рядка почест за един хирург. Множество медицински организации присъждат почетно членство на Удръф. В това число са Американският хирургически колеж, Американската хирургическа асоциация и Кралският медицински колеж в Единбург. Удръф заема високи постове и в още няколко научни организации, като например заместник-председател на Кралското научно дружество и председател на Дружеството за трансплантации. Не на последно място, Удръф е дългогодишен съветник на Световната здравна организация и гостуващ професор в множество университети по света.

## Публикувани трудове
Влиянието на Майкъл Удръф личи и от големия брой на публикациите му. Автор е на повече от двеста научни статии и седем книги, които засягат множество аспекти от медицината и хирургията.
Първата му публикация е съвместен доклад с Р. Д. Райт, посветен на диагностиката, разпространението и лечението на A- и D-авитаминоза при обструктивна жълтеница (публикуван в „Australian and New Zealand Journal of Surgery“ през 1940 година). Книгите му са:
- 1951 – Deficiency Diseases in Japanese Prison Camps („Заболявания от недохранване в японските затворнически лагери“)
- 1954 – Surgery for Dental Students („Хирургия за студенти по стоматология“)
- 1960 – The Transplantation of Tissues and Organs („Трансплантацията на тъкани и органи“)
- 1973 – The One and the Many: Edwin Stevens Lectures for the Laity
- 1976 – On Science and Surgery („За науката и хирургията“)
- 1980 – The Interaction of Cancer and Host: Its Therapeutic Significance („Взаимодействието на рака с организма: Терапевтично значение“)
- 1990 – Cellular Variation and Adaptation in Cancer: Biological Basis and Therapeutic Consequences („Клетъчна вариация и адаптация при рака: Биологични предпоставки и терапевтични последствия“)